# OVNIs avistados em Nova Jérsei em 1978
Uma série de OVNIs avistados foi relatada em Nova Jérsei, Estados Unidos, em 18 de janeiro de 1978.
Todas as informações do caso foram enviadas ao ufologista norte-americano Leonard H. Stringfield por um segurança da Base da Força Aérea de McGuire. Naquele dia, entre as 3:00 e as 5:00 horas da manhã, muitas visualizações foram relatadas numa área militar da Nova Jérsei, onde a base aérea e da base Fort Dix localizam-se. De acordo com os relatos, cerca de doze objetos foram vistos e perseguidos por veículos das bases, assim como veículos da Polícia do Estado de Nova Jérsei.
O segurança, chamado Jeffrey Morse, estava fazendo uma patrulha de rotina, quando alguém o contou pelo rádio transmissor que um policial de Fort Dix estava perseguindo um objeto que voava em baixa altitude.
O objeto teria voado acima da viatura, permitindo que o policial o observasse de perto. Ele descreveu o objeto como sendo ovalado, iluminado por luzes verdes e azuis. Logo, a transmissão dos rádios foi interrompida. Repentinamente, uma criatura humanoide de cerca de 1,20 metro de altura apareceu na frente da viatura. Era marrom e tinha braços longos, corpo magro e uma grande cabeça. O policial atirou cinco vezes na criatura e também deu um tiro no objeto voador. A nave então voou verticalmente em direção ao céu, onde ela se juntou a onze objetos similares. Todas as bases da região ficaram em alerta total, e várias viaturas começaram a procurar pela criatura atingida pelos tiros.
De acordo com uma testemunha, a criatura teria sido encontrada perto de uma pista de pouso, aparentemente tentando escalar a cerca que rodeava a pista. A área foi imediatamente isolada e somente pessoal autorizado podia adentrá-la.
O Escritório de Investigações Especiais da Força Aérea chegou ao local e encarregou-se do incidente. O lugar tinha um forte cheiro de amônia. Pessoas e equipamentos foram trazidos da Base da Força Aérea Wright-Patterson para o local, em um avião C141. Algumas testemunhas dizem terem visto pesquisadores empacotando algo desconhecido, colocando o pacote em uma caixa de madeira e finalmente em uma de metal. A caixa foi carregada para um avião e decolou. Todas as pessoas envolvidas foram alertadas a não contar para ninguém sobre o ocorrido, sob risco de corte marcial. O governo norte-americano anunciou que nada de incomum ocorreu naquele dia.
Jeffrey publicou mais tarde uma carta relatando a sua experiência:
| “ | Em janeiro de 1978, eu estava estacionado na Base McGuire, NJ. Numa noite, entre as 3:00 e às 5 da manhã, houve um número de OVNIs avistados na área do aeroporto e do Fort Dix. Eu sou um policial de segurança e estava em uma patrulha de rotina naquele momento. A polícia do Estado de NJ, e os policiais do Fort Dix estavam se dirigindo a Brownsville, NJ. Um policial então surgiu no portão #5 nos fundos da base pedindo assistência e permissão para entrar. Eu fui despachado e o policial queria acesso à área da pista de pouso que ia para a parte mais ao fundo do aeroporto e conectada com uma área densamente arborizada que é parte da área de treinamento de Dix. Ele me informou que um policial de Fort Dix estava perseguindo um objeto voando a baixa altitude que flutuou acima do seu carro. Ele o descreveu como ovalado, sem detalhes, e brilhando com uma cor verde-azulada. Sua transmissão de rádio foi cortada. Naquele momento em frente à sua viatura, surgiu uma coisa, de cerca de 4 pés de altura, acinzentada, com uma cabeça gorda e marrom, braços longos e corpo magro. O policial entrou em pânico e disparou cinco projéteis de sua Cal.45 na coisa, e um projétil no objeto acima. O objeto então voou diretamente para cima e se juntou a onze outros no alto do céu. Nós vimos tudo isso mas não sabíamos os detalhes no momento; De qualquer forma, a coisa correu floresta adentro em direção à nossa cerca e queriam procurar por ela. Naquela hora, várias patrulhas estavam envolvidas. Nós achamos o corpo da coisa perto da pista de pouso. Ela aparentemente escalou a cerca e morreu enquanto corria. Foi uma correria repentina e ninguém teve permissão para ficar perto da área. Nós isolamos a área e o EIE da FA veio e encarregou-se. Foi a última vez que o vi. Havia um mau-cheiro vindo dele também. Como cheiro de amônia mas não era constante no ar. Naquele dia um grupo da BFA Wright-Patterson vieram em um C141 e foram para a área. Eles colocaram a coisa numa caixa de madeira, espirraram algo nela, e depois a colocaram em uma caixa maior de metal. Colocaram então num avião e decolaram. Foi isso, nada mais foi dito, nenhum relatório feito e nós fomos todos ditos para não dizer nada sobre isso, ou seríamos levados à corte marcial. | ” |

## References
1. 1 2  «Fort Dix / McGuire AFB Case». UFO Evidence. Consultado em 16 de agosto de 2009

- Castro, Michelle (16 de novembro de 2003). «O Caso Nova Jersey 1978». Vigilia. Consultado em 27 de fevereiro de 2007. Arquivado do original em 26 de setembro de 2007 (português)